# Лутц, Роберт
Роберт Энтони «Боб» Лутц (англ. Robert Anthony "Bob" Lutz, 12 февраля 1932) — американский автопромышленный менеджер; бывший вице-президент General Motors и топ-менеджер Ford, Chrysler и BMW. Он был инициатором разработки таких автомобилей, как Cadillac CTS, Cadillac SRX, Pontiac Solstice, Dodge Viper, Plymouth Prowler и Chevrolet Volt.

## Ранние годы
Лутц родился в Цюрихе, Швейцария в зажиточной семье. Родители — Маргарита и Роберт Гарри Лутц. Отец был заместителем председателя правления банка Credit Suisse.
Когда Лутцу было семь лет, семья переехала в США. В 1943 г. он получил американское гражданство, в 1947 г. вернулся в Швейцарию и поступил в школу в Лозанне .
Боб Лутц получил степень бакалавра в области управления производством в 1961 г., а затем в 1962 г. степень MBA  (специализация — маркетинг) в Калифорнийском университете в Беркли.
Он также получил почетную степень доктора юриспруденции в Бостонском университете в 1985 г. и почетную степень доктора менеджмента в университете Кеттеринга в 2003 г..

## Карьера
- 1954 -1959 – Корпус морской пехоты США, летчик ВМС, летал как резервист до 1965 г.
- 1963 – Лутц начал карьеру в автомобильной промышленности в корпорации General Motors, в европейских подразделениях которой он занимал руководящие посты до декабря 1971г.
- 1971 – 1974 – BMW, исполнительный вице-президент по глобальным продажам и маркетингу, член совета директоров компании.
- 1974 – 1986  - Ford Motor Company, последняя должность в компании  - исполнительный вице-президент. Он также был председателем правления Ford-Европа (1982-1986) и членом совета директоров (1982-86). Под его руководством была создана модель Ford Sierra и инициирована разработка Ford Explorer.
- 1986 – 1998 – топ-менеджер корпорации. Боб Лутц начал работу в Chrysler в 1986 г. в качестве исполнительного вице-президента и был вскоре избран в состав совета директоров корпорации. Лутц руководил всей деятельностью, касающейся автомобилей, включая продажи, маркетинг, разработку и производство.
- 1998 – 2002 - Exide Technologies, председатель совета директоров и генеральный директор Exide Technologies. Ушел в отставку в мае 2002 г., оставался членом совета директоров до мая 2004 г.
- 2001-2010 - General Motors. Боб Лутц вернулся в корпорацию в сентябре 2001 г. в качестве заместителя председателя правления по разработке новой продукции. В мае 2010 года Лутц ушел в отставку с поста вице-президента, завершив  47-летнюю карьеру в автомобильной промышленности.
- 2010 – по настоящее время – возглавляет основанную им консалтинговую компанию Lutz Communications [10]. Он также является председателем совета директоров The New Common School Foundation, членом совета директоров распорядителей фонда Marine Military Academy, Харлинген, Техас и членом совета директоров Transonic Combustion, Inc. Помимо этого Лутц ведет блог для Forbes,  работает в качестве консультанта в GM и Group Lotus, читает лекции.

## Бизнес-философия Боба Лутца
- Покупатель не всегда прав
- Основная цель бизнеса — не «делать» деньги. Есть только один способ получать высокие прибыли: выпускать отличную продукцию. А отличную продукцию придумывают энтузиасты, если развязать им руки.
- Если все так поступают — не делайте этого!
- Слишком высокое качество может привести к краху.
- Финансовый контроль — это плохо!
- «Неудобные» люди — ценный ресурс.
- Работа в команде — не всегда благо
- Иногда можно быть «задницей»
- Немного страха — не так уж и плохо. Страх поддерживает тонус в организации, помогает подготовиться к неожиданностям[11]

## Личная жизнь
Лутц женат третий раз, у него пять дочерей и восемь внуков.

## Хобби
Владеет двумя самолетами и двумя вертолетами, которые пилотирует сам. «Авиация — дорогое хобби, — сказал Лутц в интервью журналу Automotive News, которое он дал накануне своего 76-летия. — Это одна из причин, по которой я должен продолжать работать». Сегодня Лутц старается летать как минимум раз в неделю.